# Jet Thrust Stoichiometric
Il JTS (Jet Thrust Stoichiometric, in italiano "iniezione diretta stechiometrica") è un sistema di iniezione diretta ingegnerizzato e prodotto dalla casa automobilistica Fiat Auto per Alfa Romeo dal 2002 a 2011, da cui prendono nome anche i motori su cui esso è montato.

## Storia
La storia dell'iniezione diretta ha origine risalenti e legate al mondo aeronautico prima, e delle competizioni automobilistiche poi. Denominato GDI (gasoline direct injection), permetteva di ottenere potenze elevate, ed è stato quindi modificato ed utilizzato, fin dagli anni cinquanta, da diversi costruttori. Mercedes e Ferrari lo impiegarono per vetture da  F1, Sport, salvo traslarlo nel mondo delle vetture di serie ad alte prestazioni. Dopo anni di abbandono a causa degli alti costi di gestione e progettazione, furono gli ingegneri giapponesi a riprenderlo con l'idea di permettere una riduzione dei consumi (un esempio è la Mitsubish Carisma del 1996). Contestualmente, e seguendo una filosofia volta al recupero delle prestazioni, gli ingegneri Alfa Romeo (confluiti all'epoca in Fiat) e quelli di Porsche ripresero il concetto, sviluppandolo sulla base di motori già esistenti.    

## Profilo e caratteristiche
Il sistema JTS vero e proprio è stato progettato e brevettato (assieme al marchio) in Fiat, ed utilizzato su due generazioni successive di motori, concepiti su due basamenti diversi. In entrambi i casi, però, il progetto possedeva la medesima caratteristica: una testata con un sistema di iniezione diretta della benzina nel cilindro, ad alta precisione e pressione, ottenendo una combustione magra in un rapporto aria-benzina stechiometrico di 14,7: 1 (da qui il nome JTS, dove - nell'acronimo - S sta per Stoichiometric). 
Il risultato è un incremento delle prestazioni, con il mantenimento di cilindrata e consumi invariati anche se il motore è stato afflitto da una serie di problematiche, coinvolgenti soprattutto i primi propulsori della prima generazione.

## Versioni
Il sistema JTS è stato complessivamente disponibile, in due generazioni, rispettivamente per le motorizzazioni dei modelli Alfa Romeo GT, 156, GTV, Spider del 1999, 159, Brera e Spider del 2006. 

### Prima versione: 2.0 JTS
La prima generazione di motori in cui la nuova tecnologia è stata usata viene denominata "Pratola Serra"; la versione riguarda progetti interamente italiani, derivando dal motore twin spark (a sua volta basato sul classico bialbero), con basamento in ghisa. La riprogettazione - da parte dei tecnici di Alfa Romeo, oramai Fiat - ha riguardato l'intera testata. Sono stati commercializzati nella cilindrata 1970 cc (2000 JTS) con potenza di 119 Kw, elevata a 122 Kw dopo il ridisegno di una serie di parti, nel 2007. 

### Seconda versione: 1.9, 2.2., 3.2 JTS
La seconda generazione, subentrata in corso d'opera, fu invece basata su un diverso propulsore, di derivazione General Motors, con la nuova testata innestata sul basamento (in alluminio) di un progetto della casa americana per l’australiana Holden. Questi propulsori di riferimento erano stati ottenuti da Fiat grazie agli accordi all'epoca in vigore, fin dal 2000, con la casa americana stessa. Le motorizzazioni interessate sono state le cilindrate 1.9, 2.2. a quattro cilindri e 3.2 sei cilindri, JTS.

## Modelli di derivazione Alfa-Fiat

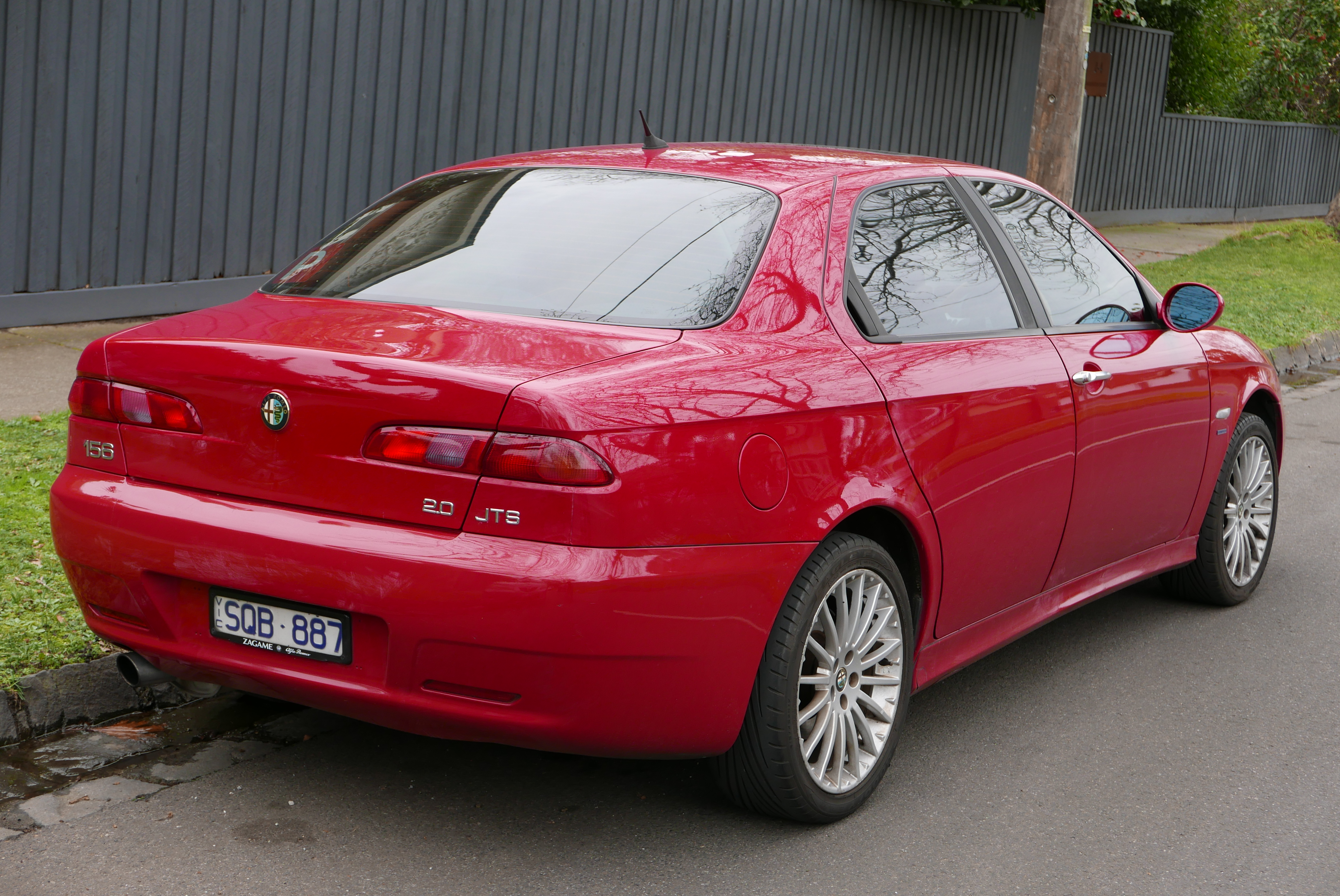
Alfa Romeo 156 2.0 JTS del 2004

### Modello 2.0
- Cilindrata: 1.970 cm³;
- Potenza: 166 CV (122 kW) a 6.400 giri al minuto;
- Coppia: 206 Nm a 3.250 giri al minuto.

Si tratta del primo modello di motore presentato con tecnologia JTS, l'unico di derivazione Alfa Romeo, quasi interamente riprogettato in Fiat. 

Il basamento in ghisa prodotto a Pratola Serra, deriva dal 2.0 Twin Spark 16V della 155 progettato dall'Alfa Romeo nel periodo Fiat, a propria volta derivante dal bialbero Fiat.

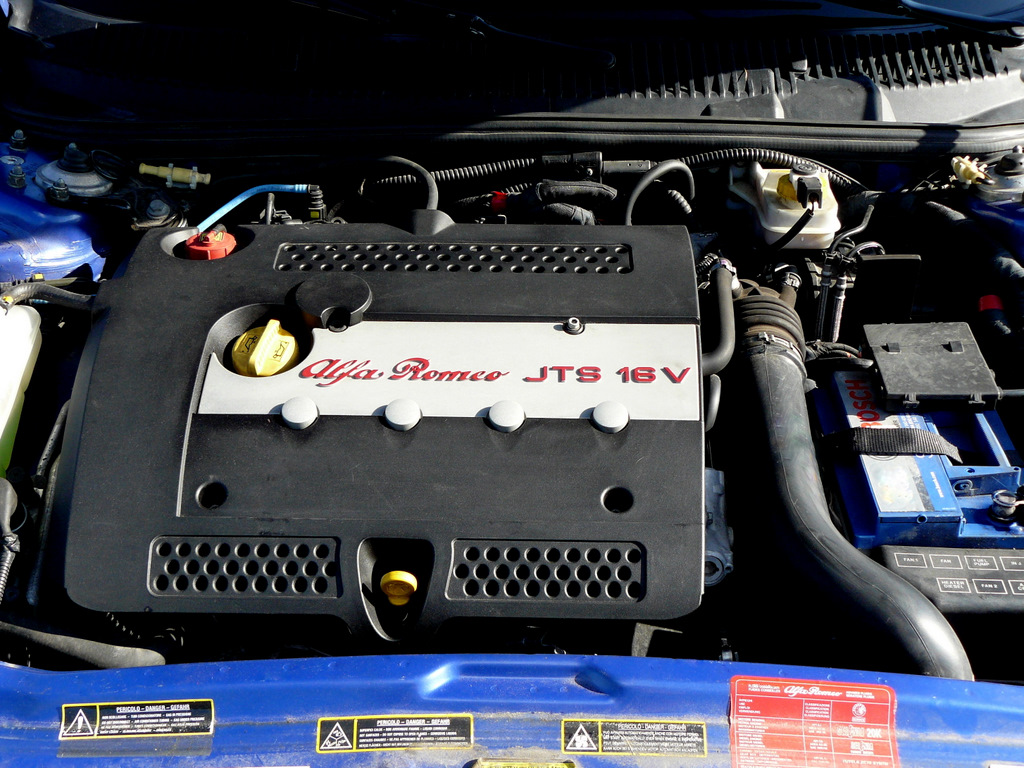
Alfa Romeo 2.0 JTS 16V montato su una Alfa 156

Nuovamente rivisto e interamente ridisegnato per quanto riguarda la testata, il motore è stato l'ultimo sviluppato dai tecnici Alfa Romeo senza forniture esterne; è stato montato su vari modelli di Alfa Romeo progettate alla fine degli anni 90 e entrate in produzione negli anni a cavallo del nuovo millennio: Alfa 156 seconda serie, Alfa GT, Alfa GTV e Alfa Spider. È stato installato, dopo il 2007, in una versione modificata per supplire alle problematiche emerse, e portata a 165 CV - fino a fine produzione, nel 2011 - anche nelle scocche rimanenti di Alfa GT che venivano ancora assemblate esclusivamente per il mercato estero, sebbene il modello non fosse più in catena di montaggio e non più ordinabile per l'Italia. È stato successivamente dismesso. 

## Modelli di derivazione Opel-General Motors

### Modello 1.9
- Cilindrata: 1.859 cm³
- Potenza: 160 CV (118 kW) a 6.500 giri al minuto
- Coppia: 190 Nm a 4.500 giri al minuto (88% disponibile da 2.000 giri al minuto)
- Rapporto di compressione: 11,3:1.

È il più compatto dei nuovi motori a quattro cilindri, con basamento e testata costruiti in lega leggera; fu montato anche sull'Alfa 159. Con una cilindrata pari a 1859 cm³ e con potenza pari a 160 CV, veniva prodotto ridimensionando il più grande 2.2. Come quest'ultimo, il 1.9 litri era un progetto General Motors prodotto dalla Holden e modificato in Italia per quanto riguardava la parte relativa alla testata.

### Modello 2.2
- Cilindrata: 2.198 cm³

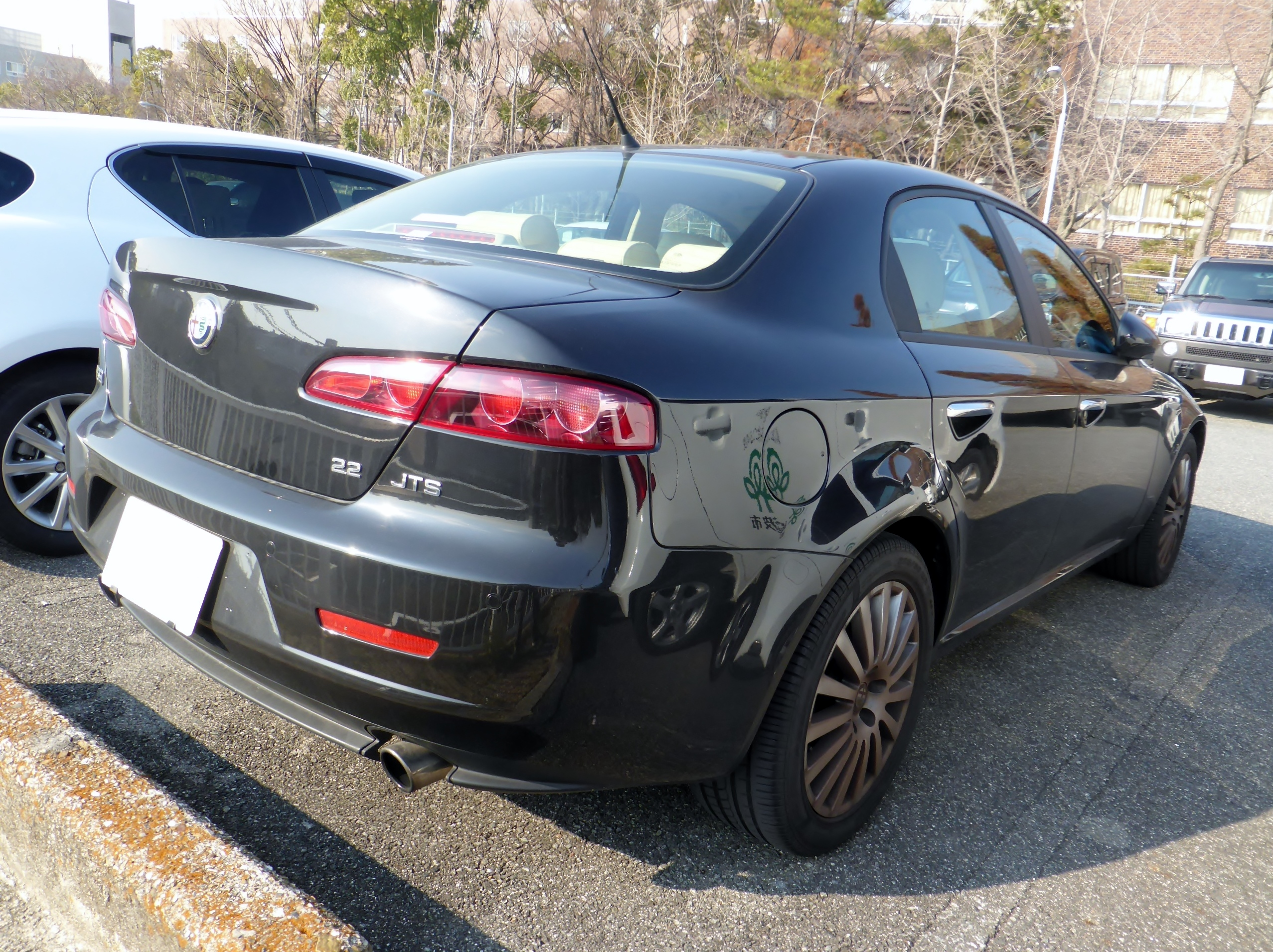
Alfa Romeo 159 2.2 JTS

- Potenza: 185 CV (136 kW) a 6.500 giri al minuto
- Coppia: 230 Nm a 4.500 giri al minuto
- Rapporto di compressione: 11,3:1.

È il più potente quattro cilindri a benzina della gamma JTS dell'Alfa Romeo e veniva montato sulle Alfa 159, Brera e Spider. Con basamento e testa in lega leggera, il motore 2.2 con cilindrata totale di 2198 cm³, era già impiegato dalla General Motors su modelli della Opel su alcune versioni della Vectra e della Signum; successivamente questa unità avrebbe equipaggiato anche l'ultima Fiat Croma. I tecnici Alfa-Fiat, come per il propulsore 1.9, presero il motore GM e ne progettarono nuovamente la testata utilizzando la tecnologia JTS.

### Modello 3.2
- Cilindrata: 3.195 cm³

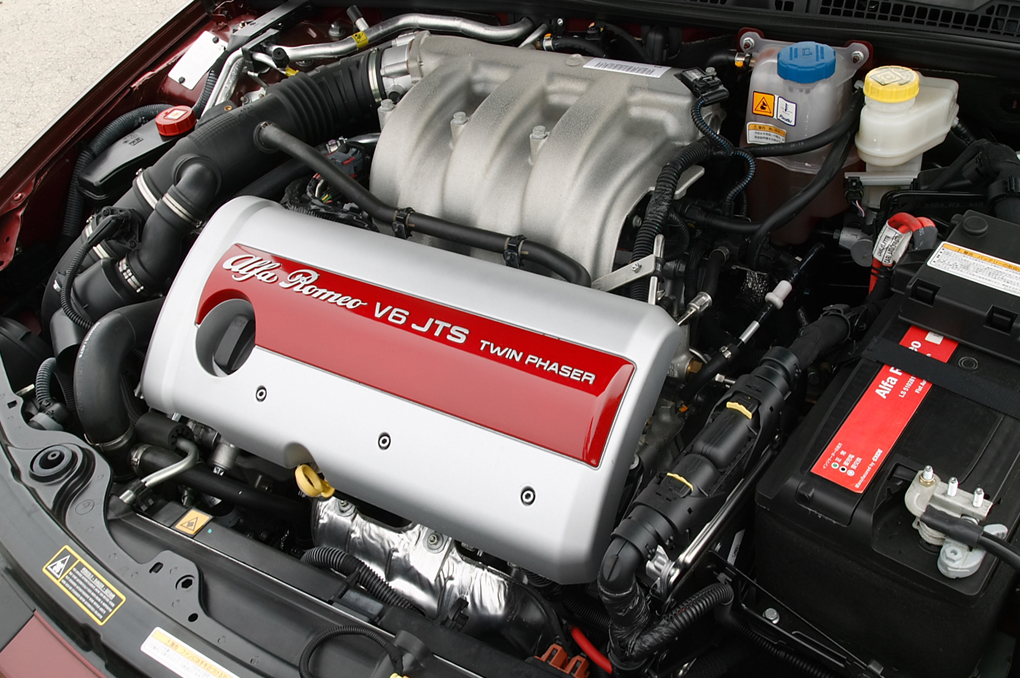
Il V6 JTS dell'Alfa Romeo Brera

- Potenza: 260 CV (191 kW) a 6.200 giri al minuto
- Coppia: 322 Nm a 4.500 giri al minuto (90% disponibile tra 1.800 e 6.250 giri al minuto)
- Rapporto di compressione: 11,25:1.

È il più potente dei JTS e fu pensato per sostituire, sull'Alfa 159, Brera, e Spider (939) il V6 Busso, giunto quest'ultimo al suo massimo sviluppo sulle 156, 147 e GT. Il nuovo motore 3.2 deriva da una variante di cilindrata di uno dei propulsori progettati dalla General Motors, prodotto in Australia dalla Holden e commercializzato con il nome in codice GM HFV6. Utilizzato dall'Alfa Romeo grazie agli accordi di inizio millennio fra il Gruppo Fiat e la casa americana, la versione trasformata in JTS del 3.2 V6 deriva dalla variante 3.2 del GM HFV6, denominato Alloytec 3.2 HFV6. Sull'Alloytec, utilizzato originariamente sull'Opel Antara 3.2 V6 Cosmo e sulla Holden Captiva 3.2 V6, i tecnici italiani sono intervenuti apportando una serie di modifiche relative alla parte riguardante la testata del motore. Rimane in produzione fino al 2011.